# Elvira Guerra
Elvira Guerra (San Petersburgo, 1855-Marsella, 1937) fue una acróbata ecuestre y artista de circo italiana. Fue la primera mujer en representar a Italia en los Juegos Olímpicos de París, celebrados en París, Francia, en 1900.

## Trayectoria
Guerra nació en San Petersburgo hacia 1855, y era hija del artista circense Rodolfo Guerra. También era sobrina de Alessandro Guerra, uno de los mayores propietarios de circos del siglo XIX que abrió circos en Roma (Italia), España, Alemania y luego se trasladó a Moscú, donde fundó un circo llamado Cirque Olympique.
El periódico The Times la menciona en un artículo de 1882 sobre el Gran Circo de Hengler. En 1890, inauguró el Gran Hipódromo de Burdeos.
En la época de los Juegos Olímpicos de París de 1900, Guerra ya era una de las amazonas y acróbatas ecuestres consagradas, como las hermanas Medrano y otras famosas estrellas femeninas del circo italiano. En mayo de ese año, compitió en esos Juegos Olímpicos, los primeros juegos en los que se permitió competir a las mujeres. Fue una de las dos mujeres jinetes que compitieron en las pruebas combinadas de caballos de silla y de caza (chevaux de selle) durante el Salón Internacional del Caballo de París.
El espectáculo formó parte de la Exposición Universal de París y las pruebas ecuestres fueron posteriormente clasificadas como parte de los Juegos Olímpicos de París 1900. Con su caballo Libertin, terminó fuera de los cuatro primeros puestos.
Murió en Marsella en 1937.

## Reconocimientos
Una calle de Burdeos lleva el nombre de Rue Elvira Guerra en su honor. La ficha sobre esta calle la recuerda como "la famosa amazona del circo italiano".